# Município de Woodsdale (condado de Person, Carolina do Norte)
O município de Woodsdale (em inglês: Woodsdale Township) é um localização localizado no  condado de Person no estado estadounidense da Carolina do Norte.

## Geografia
O município de Woodsdale encontra-se localizado nas coordenadas 36° 29′ 45,31″ N, 78° 57′ 48,97″ O.